# Sylvia Nasar

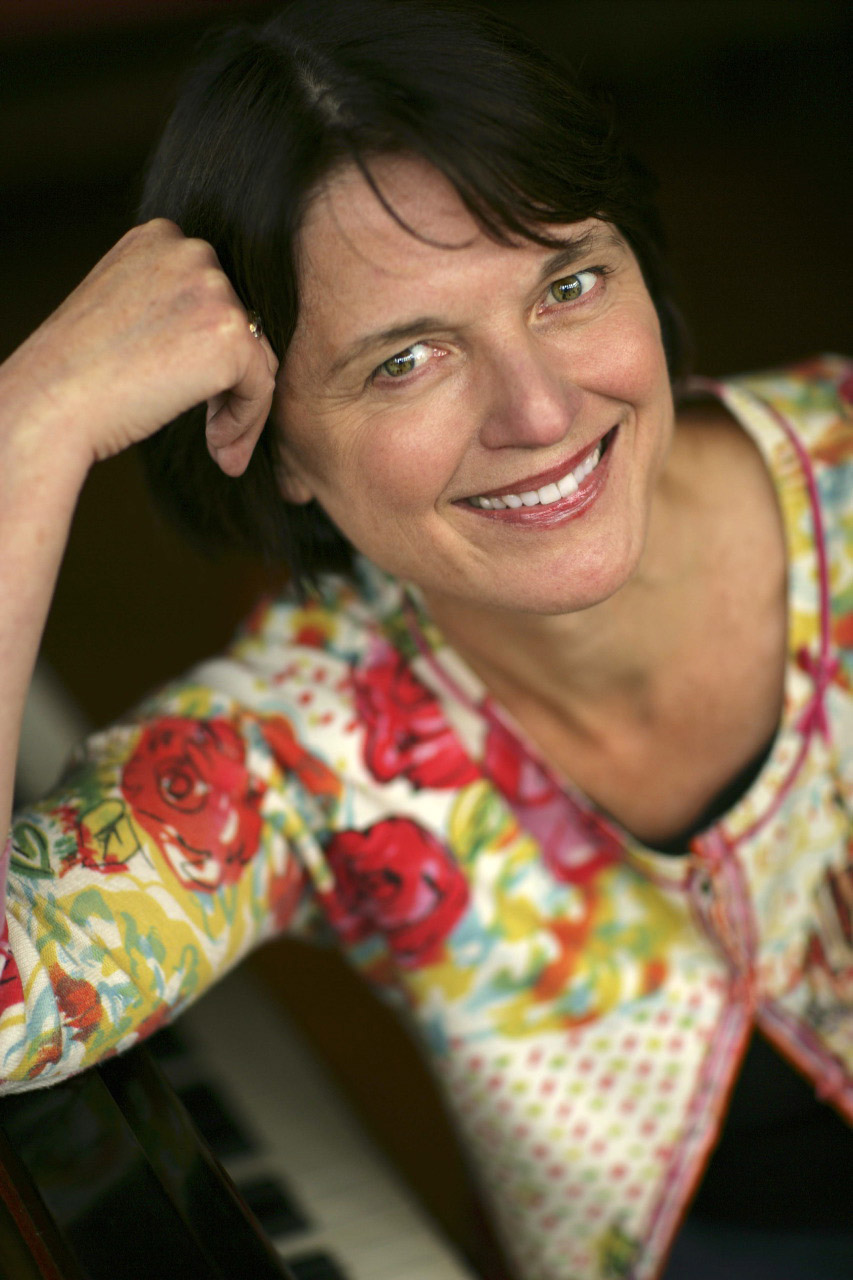
Sylvia Nasar (2005)

Sylvia Nasar (* 17. August 1947 in Rosenheim) ist Professorin für Journalismus an der Columbia University. Sie ist die Tochter einer deutschen Mutter und eines usbekischen Vaters. Ihre Familie zog 1951 in die USA (Washington, D.C. und New York) und 1960 in die Türkei (Ankara). 1965 kehrte ihre Familie wieder in die USA zurück. Sie studierte Wirtschaftswissenschaften unter anderem in New York und München.
Im Jahr 1998 veröffentlichte sie bei Simon & Schuster die Biographie des Mathematikers John F. Nash A Beautiful Mind. In Deutschland erschien das Buch unter den Titeln Auf den fremden Meeren des Denkens (Piper, 1999) bzw. Genie und Wahnsinn. Das Leben des genialen Mathematikers John Nash (Piper TB, 2002). Die Verfilmung des Buches durch Ron Howard im Jahr 2001 gewann vier Oscars. Als Koautorin eines Artikels im New Yorker Magazin (zusammen mit David Gruber) machte sie im Jahr 2006 die Kontroverse über die Lösung der Poincaré-Vermutung durch Grigori Perelman einer breiteren Öffentlichkeit bekannt.

## Werke
- A Beautiful Mind: A Biography of John Forbes Nash, Jr., Winner of the Nobel Prize in Economics, Simon & Schuster 1998, ISBN 0-684-81906-6
  - dt.: Auf den fremden Meeren des Denkens. Das Leben des genialen Mathematikers John Nash, Piper 1999 ISBN 978-3-492-03800-3; als TB: Genie und Wahnsinn. Das Leben des genialen Mathematikers John Nash, Piper 2002 (Serie Piper 3974), ISBN 978-3-492-23674-4
- Grand Pursuit: The Story of Economic Genius, Simon & Schuster 2011, ISBN 978-0-684-87298-8; E-Book: ISBN 978-1-4391-9861-2